# Otheostethus
Otheostethus is een kevergeslacht uit de familie van de boktorren (Cerambycidae). De wetenschappelijke naam van het geslacht werd voor het eerst geldig gepubliceerd in 1872 door Bates.

## Soorten
Otheostethus omvat de volgende soorten:
- Otheostethus disjunctus Galileo, 1987
- Otheostethus melanurus Bates, 1872